# Pholcus fragillimus
Pholcus fragillimus is een spinnensoort uit de familie trilspinnen (Pholcidae). De soort komt voor in Sri Lanka.